# کفشک‌ماهیان آمریکایی
کفشک‌ماهیان آمریکایی (نام علمی: Achiridae) نام یک تیره از راسته کفشک‌ماهی‌سانان است.